# Board of Trade

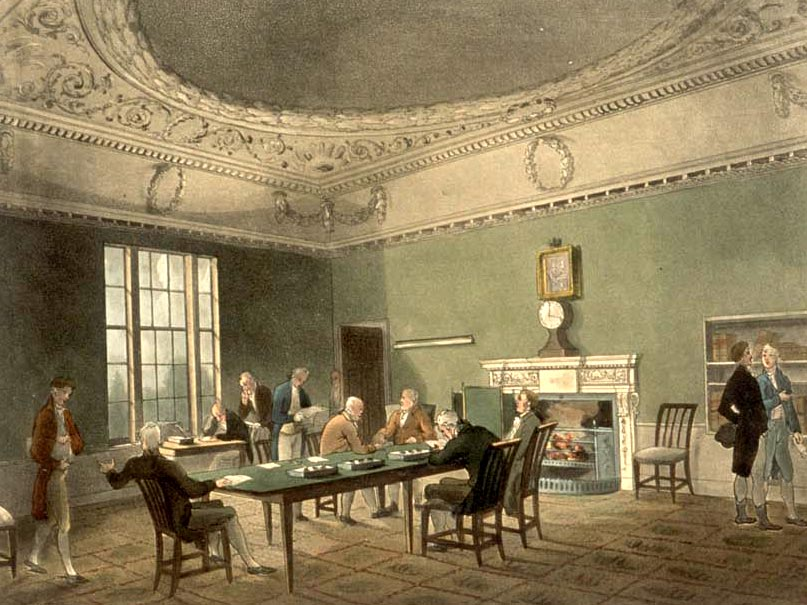
Das Board of Trade im Jahr 1808

Das Board of Trade ist ein formal fortbestehender, heute allerdings praktisch bedeutungsloser Ausschuss des Privy Council des Vereinigten Königreichs. Ursprünglich war es ein Untersuchungsausschuss im 17. Jahrhundert, der sich mit der Zeit zu einer Regierungsabteilung mit einem breiten Spektrum an Aufgaben im Bereich der Handelspolitik weiterentwickelte (darunter zeitweise auch die Verwaltung der britischen Kolonien).
1970 ging es im Department of Trade and Industry auf, und der Titel „Präsident des Board of Trade“ wurde auf den für dieses Ministerium zuständigen Minister übertragen. Im Jahr 2016 ging dieser Titel auf den Minister des im Zuge des Brexit-Referendums neugeschaffenen Department for International Trade über; dieser ist das einzige ständige Mitglied des Gremiums. Seit der Mitte des 19. Jahrhunderts ist das Board of Trade nur einmal vollzählig aufgetreten, während der Gedenkfeiern seines 200-jährigen Bestehens im Jahr 1986.

## Geschichte
Im Jahr 1621 wies König James I. das Privy Council an, ein zeitweiliges Komitee einzurichten, um die Ursachen für einen Rückgang des Handels und der daraus resultierenden Finanznot der Staatskasse herauszufinden. Der offizielle Name des Boards ist The Lords of the Committee of Privy Council appointed for the consideration of all matters relating to Trade and Foreign Plantations (Die Herren des Komitees des Privy Council, die ernannt sind, um alle Angelegenheiten bezüglich des Handels und der ausländischen Kolonien zu untersuchen).
Im Jahr 1696 ernannte König William III. acht bezahlte Kommissare, um den Handel in den amerikanischen Plantagen und auch anderswo zu fördern. Das Board setzte diese Arbeit fort, doch es gab auch lange Zeiträume ohne Aktivitäten. Nach 1761 war die Arbeit des Boards zeitweilig chaotisch. 1782 wurde es von den Rockingham Whigs zeitweilig aufgelöst.
William Pitt gründete das Komitee 1784 neu, und eine Kabinettsorder (Order-in-Council) schuf die formelle Basis, die bis heute in Kraft blieb. Es wurde ein Sekretariat geschaffen, dem der Präsident, der Vizepräsident und die Mitglieder des Boards angehören. Nach 1820 endeten die regelmäßigen Treffen, und die Geschäfte wurden fortan gänzlich durch das Sekretariat geführt.
Im 19. Jahrhundert hatte das Board eine beratende Funktion bezüglich der wirtschaftlichen Aktivitäten in Großbritannien und dem britischen Empire. Während der zweiten Hälfte des 19. Jahrhunderts beschäftigte es sich auch mit der Gesetzgebung für Patente, Warenmuster und Warenzeichen, Unternehmensaufsicht, Arbeit und Fabriken, Handelsschifffahrt, Landwirtschaft, Transport und Energieversorgung etc. Kolonialangelegenheiten wurden an das Kolonialbüro abgegeben, und andere Funktionen wurden an neu gegründete Regierungsabteilungen übergeben. Dieser Prozess setzte sich im Verlauf des 20. Jahrhunderts fort.